# Joseph Pécro
Joseph Pécro, né le 27 avril 1918 à Longuenesse (Pas-de-Calais) et mort le 10 avril 1945, est un sous-officier des Forces françaises libres pendant la Seconde Guerre mondiale, Compagnon de la Libération.

## Biographie

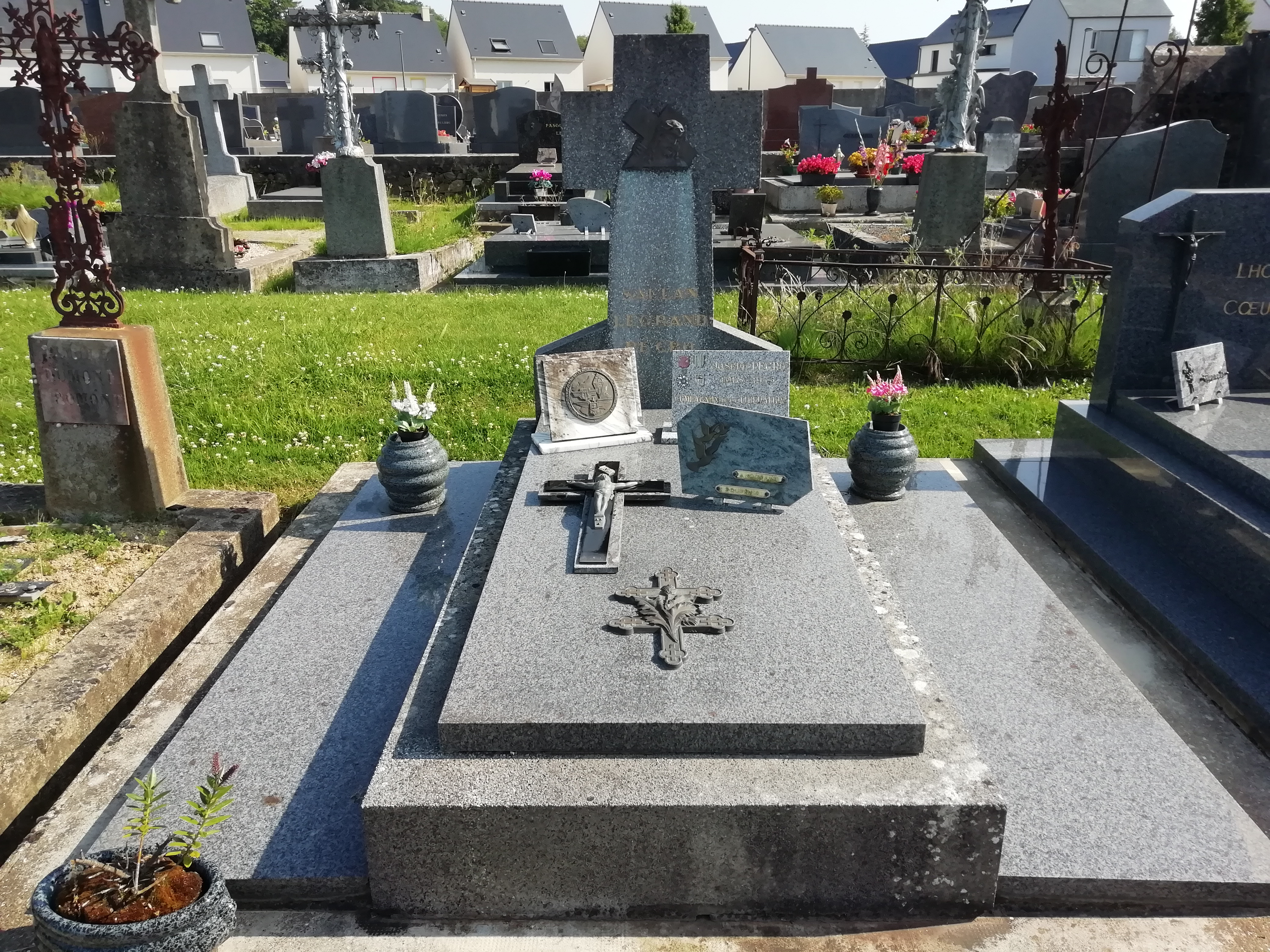
Tombe de Joseph Pécro au cimetière de La Gouesnière.

Joseph Pécro nait le 27 avril 1918 à Longuenesse. À onze mois il est placé dans une famille d’accueil de La Gouesnière par l'Assistance publique.
Devenu cultivateur, il est appelé sous les drapeaux en 1938. Volontaire pour la Syrie il y débarque le 24 aout 1939 puis est envoyé le 17 juin 1940 à Chypre avec le 24e régiment d'infanterie coloniale. Il fait partie du 3e bataillon dont le chef, le capitaine Lorotte veut continuer auprès des anglais. 350 hommes du bataillon dont Joseph Pécro, le suivent et passent en Égypte le 24 juillet 1940. L'unité devient le 1er bataillon d'infanterie de marine. Pécro fait partie  de la 3e compagnie qui doit attendre son équipement en Égypte alors que les deux autres compagnies combattent en Libye contre les italiens.
Une fois équipée, la 3e compagnie rejoint l'Érythrée après une remontée du Nil en bateau et la traversée du Soudan. Elle prend part à des combats à Keren et à Massaoua.
Il participe à la campagne de Libye, en particulier à la défense de Bir Hakeim ou, en tant que pointeur d'un canon de 75 mm antichar, il participe à la destruction de plusieurs chars et véhicules.
Son bataillon fusionné avec le 1er bataillon du Pacifique forme le 1er bataillon d'infanterie de Marine et du Pacifique.
Sa nouvelle unité fait partie de l'offensive alliée d'El Alamein et des combats de Tripolitaine avec la 8e armée britannique.
Début 1943 il combat en Tunisie puis participe d'avril à juin 1944 à la campagne d'Italie dans les rangs de la 1re division française libre.
Il débarque en Provence et participe à divers combats à Toulon, Hyères, Lyon, Belfort, Bordeaux et Colmar. Après l'Alsace, la 1re DFL retourne dans les Alpes du Sud ou des poches de résistance allemande persistent.
Le 9 avril 1945, le général de Gaulle remet la Croix de la Libération au BIMP. Il épingle la décoration sur le calot du caporal Pécro, tenant lieu pour l'occasion de fanion.
Joseph Pécro est tué le lendemain 10 avril 1945 dans le massif de l'Authion. 
Il est fait Compagnon de la Libération à titre posthume par le décret du 17 novembre 1945.

## Distinctions
- Chevalier de la Légion d'honneur
- Compagnon de la Libération remise le 9 avril 1945, confirmé Compagnon de la Libération à titre posthume par décret du 17 novembre 1945[1]
- Médaille militaire
- Croix de guerre 1939–1945 (3 citations)
- Médaille de la Résistance française par décret du 24 avril 1946[3]
- Médaille commémorative des services volontaires dans la France libre
- Military Medal (Royaume-Uni).

## Autres hommages
Le nom de Joseph Pécro est donné en 1977 à la place principale de La Gouesnière, en Ille-et-Vilaine.
L'année suivante, le ministre de la Défense Yvon Bourges y inaugure une stèle à sa mémoire. Des prises d'armes y ont lieu en son honneur.